# Classic Bruges-La Panne 2025
Pour la course féminine, voir Classic Bruges-La Panne féminine 2025.
La 49e édition de la Classic Bruges-La Panne (officiellement nommée Classic Brugge-De Panne et précédemment appelée les Trois Jours de La Panne) a lieu le mercredi 26 mars 2025. Elle fait partie du calendrier UCI World Tour 2025 et se déroule entre Bruges et La Panne en Belgique. 

## Présentation

### Parcours
Le parcours long de 195,6 km est d'abord tracé sous la forme d'un trajet simple entre Bruges et La Panne. Il reste dans une zone très proche de la côte belge et est donc quasiment parfaitement plat mais peut être venteux. Les coureurs franchissent une première fois la ligne d'arrivée après 66,9 kilomètres. Ensuite, un circuit plat de 42,9 kilomètres passant par Coxyde, Oostduinkerke, Furnes, Houthem et Adinkerke est accompli à trois reprises. L’arrivée est jugée sur la Zeelaan à La Panne.

### Équipes
Classée en catégorie UCI World Tour 2025, la course est par conséquent ouverte aux 18 équipes WorldTeams dont 16 sont au départ (Decathlon AG2R La Mondiale et  Ineos Grenadiers ne participent pas) et à 8 ProTeams sur invitation.
| WorldTeams (16)- Team Picnic-PostNL - XDS Astana Team - Lidl-Trek - Soudal Quick-Step - Arkéa-B&B Hotels - Team Visma \| Lease a Bike - Movistar Team - EF Education-EasyPost - Cofidis - UAE Team Emirates XRG - Intermarché-Wanty - Red Bull-BORA-hansgrohe - Team Jayco AlUla - Alpecin-Deceuninck - Groupama-FDJ - Bahrain-Victorious ProTeams (8)- Wagner Bazin WB - Unibet Tietema Rockets - Israel-Premier Tech - Lotto - Uno-X Mobility - Team Flanders-Baloise - Team TotalEnergies - Tudor Pro Cycling Team |
| |

## Favoris
La Classic Bruges-La Panne est l'une des rares courses d'un jour de l'UCI World Tour souvent promise à un sprinteur. Ils sont nombreux au départ et les principaux favoris sont le double tenant du titre Jasper Philipsen, Jonathan Milan, Tim Merlier, Olav Kooij, Biniam Girmay, Jordi Meeus, Søren Wærenskjold, Milan Fretin, Arnaud Démare, Arnaud De Lie et Alexander Kristoff.

## Déroulement de la course
Hartthijs de Vries, le dernier échappé, est repris par le peloton à 2,5 km de l'arrivée. S'ensuit alors une succession de chutes dans le peloton mettant au sol ou ralentissant une grande partie des coureurs dont de nombreux sprinteurs favoris pour la victoire. Dès lors, c'est un peloton réduit à une vingtaine d'hommes qui se dispute la victoire. Aux 400 mètres, Sebastián Molano attaque et prend une vingtaine de mètres d'avance sur ses adversaires puis conserve quelques centimètres sur la ligne d'arrivée sur Jonathan Milan qui fondait sur lui.

## Classement
| \| Classement général \| Classement général \| Classement général \| Classement général \| Classement général \| \| Coureur \| Coureur \| Pays \| Équipe \| Temps \| \| ------------------ \| ------------------ \| ------------------ \| ----------------------- \| ------------------ \| \| 1er \| Sebastián Molano \| Colombie \| UAE Team Emirates XRG \| 4 h 07 min 23 s \| \| 2e \| Jonathan Milan \| Italie \| Lidl-Trek \| + 0 s \| \| 3e \| Madis Mihkels \| Estonie \| EF Education-EasyPost \| + 0 s \| \| 4e \| Phil Bauhaus \| Allemagne \| Bahrain Victorious \| + 0 s \| \| 5e \| Erlend Blikra \| Norvège \| Uno-X Mobility \| + 0 s \| \| 6e \| Max Kanter \| Allemagne \| XDS Astana Team \| + 0 s \| \| 7e \| Alexis Renard \| France \| Cofidis \| + 0 s \| \| 8e \| Laurenz Rex \| Belgique \| Intermarché-Wanty \| + 0 s \| \| 9e \| Dylan Groenewegen \| Pays-Bas \| Team Jayco AlUla \| + 0 s \| \| 10e \| Sam Welsford \| Australie \| Red Bull-Bora-Hansgrohe \| + 0 s \| |                   |           |                         |                 |
| |                   |           |                         |                 |
| Source : ProCyclingStats |                   |           |                         |                 |
| Classement général |                   |           |                         |                 |
| Coureur | Coureur           | Pays      | Équipe                  | Temps           |
| 1er | Sebastián Molano  | Colombie  | UAE Team Emirates XRG   | 4 h 07 min 23 s |
| 2e | Jonathan Milan    | Italie    | Lidl-Trek               | + 0 s           |
| 3e | Madis Mihkels     | Estonie   | EF Education-EasyPost   | + 0 s           |
| 4e | Phil Bauhaus      | Allemagne | Bahrain Victorious      | + 0 s           |
| 5e | Erlend Blikra     | Norvège   | Uno-X Mobility          | + 0 s           |
| 6e | Max Kanter        | Allemagne | XDS Astana Team         | + 0 s           |
| 7e | Alexis Renard     | France    | Cofidis                 | + 0 s           |
| 8e | Laurenz Rex       | Belgique  | Intermarché-Wanty       | + 0 s           |
| 9e | Dylan Groenewegen | Pays-Bas  | Team Jayco AlUla        | + 0 s           |
| 10e | Sam Welsford      | Australie | Red Bull-Bora-Hansgrohe | + 0 s           |

### Classements UCI
La course attribue des points au classement mondial UCI 2025 selon le barème suivant :
| Position           | 1er | 2e  | 3e  | 4e  | 5e  | 6e  | 7e | 8e | 9e | 10e | 11e | 12e | 13e | 14e | 15e à 20e | 21e à 30e | 31e à 50e | 51e à 55e | 56e à 60e |
| Classement général | 300 | 250 | 215 | 175 | 120 | 115 | 95 | 75 | 60 | 50  | 40  | 35  | 30  | 25  | 20        | 12        | 5         | 2         | 1         |

## Liste des participants
| Légende | Légende                                                                           | Légende | Légende                                                    |
| ------- | --------------------------------------------------------------------------------- | ------- | ---------------------------------------------------------- |
| Num     | Dossard de départ porté par le coureur sur cette Oxyclean Classic Brugge-De Panne | Pos     | Position à l'arrivée de la course                          |
|         | Indique un maillot de champion national ou mondial, suivi de sa spécialité        | NP      | Indique un coureur qui n'a pas pris le départ de la course |
| AB      | Indique un coureur qui n'a pas terminé la course                                  | HD      | Indique un coureur qui a terminé la course hors des délais |

| Alpecin-Deceuninck ADC | Alpecin-Deceuninck ADC      | Alpecin-Deceuninck ADC |
| ---------------------- | --------------------------- | ---------------------- |
| Num                    | Coureur                     | Pos                    |
| 1                      | Jasper Philipsen (BEL)      | 47e                    |
| 2                      | Samuel Gaze (NZL)           | 107e                   |
| 3                      | Robbe Ghys (BEL)            | 132e                   |
| 4                      | Juri Hollmann (GER)         | 153e                   |
| 5                      | Timo Kielich (BEL)          | 128e                   |
| 6                      | Jonas Rickaert (BEL)        | 20e                    |
| 7                      | Fabio Van den Bossche (BEL) | 14e                    |

| Team Visma \| Lease a Bike TVL | Team Visma \| Lease a Bike TVL | Team Visma \| Lease a Bike TVL |
| ------------------------------ | ------------------------------ | ------------------------------ |
| Num                            | Coureur                        | Pos                            |
| 11                             | Olav Kooij (NED)               | 140e                           |
| 12                             | Niklas Behrens (GER)           | AB                             |
| 13                             | Victor Campenaerts (BEL)       | AB                             |
| 14                             | Daniel McLay (GBR)             | 123e                           |
| 15                             | Loe van Belle (NED)            | 33e                            |
| 16                             | Tosh Van der Sande (BEL)       | 118e                           |
| 17                             | Julien Vermote (BEL)           | 101e                           |

| Soudal Quick-Step SOQ | Soudal Quick-Step SOQ     | Soudal Quick-Step SOQ |
| --------------------- | ------------------------- | --------------------- |
| Num                   | Coureur                   | Pos                   |
| 21                    | Tim Merlier (BEL) (route) | AB                    |
| 22                    | Ayco Bastiaens (BEL)      | 122e                  |
| 23                    | Yves Lampaert (BEL)       | 119e                  |
| 24                    | Luke Lamperti (USA)       | 15e                   |
| 25                    | Bert Van Lerberghe (BEL)  | 74e                   |
| 26                    | Warre Vangheluwe (BEL)    | 117e                  |
| 27                    | Josef Černý (CZE)         | 110e                  |

| Lidl-Trek LTK | Lidl-Trek LTK             | Lidl-Trek LTK |
| ------------- | ------------------------- | ------------- |
| Num           | Coureur                   | Pos           |
| 31            | Jonathan Milan (ITA)      | 2e            |
| 32            | Simone Consonni (ITA)     | 18e           |
| 33            | Tim Declercq (BEL)        | 94e           |
| 34            | Alex Kirsch (LUX)         | AB            |
| 35            | Jacopo Mosca (ITA)        | 120e          |
| 36            | Tim Torn Teutenberg (GER) | 121e          |
| 37            | Edward Theuns (BEL)       | 125e          |

| Intermarché-Wanty IWA | Intermarché-Wanty IWA           | Intermarché-Wanty IWA |
| --------------------- | ------------------------------- | --------------------- |
| Num                   | Coureur                         | Pos                   |
| 41                    | Adrien Petit (FRA)              | 147e                  |
| 42                    | Huub Artz (NED)                 | AB                    |
| 43                    | Laurenz Rex (BEL)               | 8e                    |
| 44                    | Gerben Thijssen (BEL)           | 145e                  |
| 45                    | Taco van der Hoorn (NED)        | NP                    |
| 46                    | Gijs Van Hoecke (BEL)           | 34e                   |
| 47                    | Roel van Sintmaartensdijk (NED) | 36e                   |

| Red Bull-Bora-Hansgrohe RBH | Red Bull-Bora-Hansgrohe RBH | Red Bull-Bora-Hansgrohe RBH |
| --------------------------- | --------------------------- | --------------------------- |
| Num                         | Coureur                     | Pos                         |
| 51                          | Sam Welsford (AUS)          | 10e                         |
| 52                          | Filip Maciejuk (POL)        | 89e                         |
| 53                          | Gianni Moscon (ITA)         | 111e                        |
| 54                          | Ryan Mullen (IRL)           | 77e                         |
| 55                          | Mick van Dijke (NED)        | AB                          |
| 56                          | Oier Lazkano (ESP)          | 112e                        |
| 57                          | Danny van Poppel (NED)      | 17e                         |

| UAE Team Emirates XRG UAD | UAE Team Emirates XRG UAD  | UAE Team Emirates XRG UAD |
| ------------------------- | -------------------------- | ------------------------- |
| Num                       | Coureur                    | Pos                       |
| 61                        | Florian Vermeersch (BEL)   | 45e                       |
| 62                        | Vegard Stake Laengen (NOR) | 79e                       |
| 63                        | Mikkel Bjerg (DEN)         | 46e                       |
| 64                        | Filippo Baroncini (ITA)    | 32e                       |
| 65                        | Rune Herregodts (BEL)      | AB                        |
| 66                        | Sebastián Molano (COL)     | 1er                       |
| 67                        | António Morgado (POR)      | 84e                       |

| Movistar Team MOV | Movistar Team MOV         | Movistar Team MOV |
| ----------------- | ------------------------- | ----------------- |
| Num               | Coureur                   | Pos               |
| 71                | Mathias Norsgaard (DEN)   | 61e               |
| 72                | Orluis Aular (VEN)        | 23e               |
| 73                | Manlio Moro (ITA)         | 62e               |
| 74                | Gonzalo Serrano (ESP)     | 83e               |
| 75                | Davide Cimolai (ITA)      | 97e               |
| 76                | Iván García Cortina (ESP) | 82e               |
| 77                | Lorenzo Milesi (ITA)      | 53e               |

| EF Education-EasyPost EFE | EF Education-EasyPost EFE | EF Education-EasyPost EFE |
| ------------------------- | ------------------------- | ------------------------- |
| Num                       | Coureur                   | Pos                       |
| 81                        | Vincenzo Albanese (ITA)   | 105e                      |
| 82                        | Owain Doull (GBR)         | 31e                       |
| 83                        | Madis Mihkels (EST)       | 3e                        |
| 84                        | Jack Rootkin-Gray (GBR)   | 106e                      |
| 85                        | Harry Sweeny (AUS)        | 75e                       |
| 86                        | Yuhi Todome (JPN)         | AB                        |
| 87                        | Max Walker (GBR)          | 108e                      |

| Groupama-FDJ GFC | Groupama-FDJ GFC       | Groupama-FDJ GFC |
| ---------------- | ---------------------- | ---------------- |
| Num              | Coureur                | Pos              |
| 91               | Cyril Barthe (FRA)     | 65e              |
| 92               | Clément Davy (FRA)     | 142e             |
| 93               | Johan Jacobs (SUI)     | 26e              |
| 94               | Clément Russo (FRA)    | 19e              |
| 95               | Eddy Le Huitouze (FRA) | 130e             |
| 96               | Paul Penhoët (FRA)     | 141e             |
| 97               | Matthew Walls (GBR)    | 41e              |

| Bahrain Victorious TBV | Bahrain Victorious TBV    | Bahrain Victorious TBV |
| ---------------------- | ------------------------- | ---------------------- |
| Num                    | Coureur                   | Pos                    |
| 101                    | Phil Bauhaus (GER)        | 4e                     |
| 102                    | Alberto Bruttomesso (ITA) | 39e                    |
| 103                    | Žak Eržen (SLO)           | 50e                    |
| 104                    | Vlad Van Mechelen (BEL)   | 135e                   |
| 105                    | Daniel Skerl (ITA)        | 90e                    |
| 106                    | Roman Ermakov (RUS)       | 54e                    |
| 107                    | Nikias Arndt (GER)        | AB                     |

| Team Jayco AlUla JAY | Team Jayco AlUla JAY            | Team Jayco AlUla JAY |
| -------------------- | ------------------------------- | -------------------- |
| Num                  | Coureur                         | Pos                  |
| 111                  | Dylan Groenewegen (NED) (route) | 9e                   |
| 112                  | Robert Donaldson (GBR)          | 71e                  |
| 113                  | Kelland O'Brien (AUS)           | AB                   |
| 114                  | Elmar Reinders (NED)            | 72e                  |
| 115                  | Max Walscheid (GER)             | 78e                  |
| 116                  | Patrick Gamper (AUT)            | 85e                  |
| 117                  | Jelte Krijnsen (NED)            | 99e                  |

| Team Picnic-PostNL TPP | Team Picnic-PostNL TPP     | Team Picnic-PostNL TPP |
| ---------------------- | -------------------------- | ---------------------- |
| Num                    | Coureur                    | Pos                    |
| 121                    | Fabio Jakobsen (NED)       | AB                     |
| 122                    | Tobias Lund Andresen (DEN) | 21e                    |
| 123                    | Enzo Leijnse (NED)         | 113e                   |
| 124                    | Niklas Märkl (GER)         | 38e                    |
| 125                    | Julius van den Berg (NED)  | 92e                    |
| 126                    | Casper van Uden (NED)      | 37e                    |
| 127                    | Bram Welten (NED)          | 114e                   |

| Arkéa-B&B Hotels ARK | Arkéa-B&B Hotels ARK  | Arkéa-B&B Hotels ARK |
| -------------------- | --------------------- | -------------------- |
| Num                  | Coureur               | Pos                  |
| 131                  | Arnaud Démare (FRA)   | 146e                 |
| 132                  | Donavan Grondin (FRA) | AB                   |
| 133                  | Léandre Lozouet (FRA) | 68e                  |
| 134                  | Luca Mozzato (ITA)    | 11e                  |
| 135                  | Miles Scotson (AUS)   | 91e                  |
| 136                  | Giosuè Epis (ITA)     | 30e                  |
| 137                  | Pierre Thierry (FRA)  | 48e                  |

| Cofidis COF | Cofidis COF             | Cofidis COF |
| ----------- | ----------------------- | ----------- |
| Num         | Coureur                 | Pos         |
| 141         | Milan Fretin (BEL)      | 150e        |
| 142         | Piet Allegaert (BEL)    | 151e        |
| 143         | Clément Izquierdo (FRA) | 96e         |
| 144         | Oliver Knight (GBR)     | 137e        |
| 145         | Alexis Renard (FRA)     | 7e          |
| 146         | Ludovic Robeet (BEL)    | 80e         |
| 147         | Damien Touzé (FRA)      | 149e        |

| XDS Astana Team XAT | XDS Astana Team XAT     | XDS Astana Team XAT |
| ------------------- | ----------------------- | ------------------- |
| Num                 | Coureur                 | Pos                 |
| 151                 | Davide Ballerini (ITA)  | 25e                 |
| 152                 | Michele Gazzoli (ITA)   | 67e                 |
| 153                 | Yevgeniy Fedorov (KAZ)  | 16e                 |
| 154                 | Davide Toneatti (ITA)   | 57e                 |
| 155                 | Max Kanter (GER)        | 6e                  |
| 156                 | Matteo Malucelli (ITA)  | 133e                |
| 157                 | Alessandro Romele (ITA) | 66e                 |

| Israel-Premier Tech IPT | Israel-Premier Tech IPT   | Israel-Premier Tech IPT |
| ----------------------- | ------------------------- | ----------------------- |
| Num                     | Coureur                   | Pos                     |
| 161                     | Riley Pickrell (CAN)      | 12e                     |
| 162                     | Guillaume Boivin (CAN)    | 73e                     |
| 163                     | Pier-André Côté (CAN)     | 52e                     |
| 164                     | Hugo Hofstetter (FRA)     | 64e                     |
| 165                     | Nadav Raisberg (ISR)      | 51e                     |
| 166                     | Michael Schwarzmann (GER) | 63e                     |
| 167                     | Tom Van Asbroeck (BEL)    | 29e                     |

| Lotto LOT | Lotto LOT                    | Lotto LOT |
| --------- | ---------------------------- | --------- |
| Num       | Coureur                      | Pos       |
| 171       | Arnaud De Lie (BEL) (route)  | 126e      |
| 172       | Jasper De Buyst (BEL)        | 143e      |
| 173       | Joshua Giddings (GBR)        | 102e      |
| 174       | Lionel Taminiaux (BEL)       | 127e      |
| 175       | Steffen De Schuyteneer (BEL) | 28e       |
| 176       | Baptiste Veistroffer (FRA)   | 59e       |
| 177       | Elia Viviani (ITA)           | 42e       |

| Uno-X Mobility UXM | Uno-X Mobility UXM            | Uno-X Mobility UXM |
| ------------------ | ----------------------------- | ------------------ |
| Num                | Coureur                       | Pos                |
| 181                | Alexander Kristoff (NOR)      | 131e               |
| 182                | Erlend Blikra (NOR)           | 5e                 |
| 183                | Stian Fredheim (NOR)          | 116e               |
| 184                | Jonas Iversby Hvideberg (NOR) | 81e                |
| 185                | Erik Nordsæter Resell (NOR)   | 27e                |
| 186                | Søren Wærenskjold (NOR)       | 58e                |
| 187                | Rasmus Bøgh Wallin (DEN)      | 40e                |

| Team Flanders-Baloise TFB | Team Flanders-Baloise TFB | Team Flanders-Baloise TFB |
| ------------------------- | ------------------------- | ------------------------- |
| Num                       | Coureur                   | Pos                       |
| 191                       | Tom Crabbe (BEL)          | 56e                       |
| 192                       | Lindsay De Vylder (BEL)   | AB                        |
| 193                       | Victor Vercouillie (BEL)  | 100e                      |
| 194                       | Tuur Dens (BEL)           | 124e                      |
| 195                       | Vince Gerits (BEL)        | 55e                       |
| 196                       | Jules Hesters (BEL)       | 129e                      |
| 197                       | Noah Vandenbranden (BEL)  | AB                        |

| Team TotalEnergies TEN | Team TotalEnergies TEN  | Team TotalEnergies TEN |
| ---------------------- | ----------------------- | ---------------------- |
| Num                    | Coureur                 | Pos                    |
| 201                    | Lucas Boniface (FRA)    | 87e                    |
| 202                    | Rayan Boulahoite (FRA)  | 88e                    |
| 203                    | Florian Dauphin (FRA)   | 35e                    |
| 204                    | Émilien Jeannière (FRA) | 22e                    |
| 205                    | Lorrenzo Manzin (FRA)   | 24e                    |
| 206                    | Nicola Marcerou (FRA)   | 86e                    |
| 207                    | Geoffrey Soupe (FRA)    | 76e                    |

| Wagner Bazin WB WB2 | Wagner Bazin WB WB2                | Wagner Bazin WB WB2 |
| ------------------- | ---------------------------------- | ------------------- |
| Num                 | Coureur                            | Pos                 |
| 211                 | Pierre Barbier (FRA)               | 136e                |
| 212                 | Cériel Desal (BEL)                 | 49e                 |
| 213                 | Michiel Lambrecht (BEL)            | 60e                 |
| 214                 | Henri-François Renard-Haquin (FRA) | 43e                 |
| 215                 | Jens Reynders (BEL)                | 44e                 |
| 216                 | Kenneth Van Rooy (BEL)             | 148e                |
| 217                 | Sasha Weemaes (BEL)                | 144e                |

| Tudor Pro Cycling Team TUD | Tudor Pro Cycling Team TUD     | Tudor Pro Cycling Team TUD |
| -------------------------- | ------------------------------ | -------------------------- |
| Num                        | Coureur                        | Pos                        |
| 221                        | Alberto Dainese (ITA)          | 134e                       |
| 222                        | Robin Froidevaux (SUI)         | 139e                       |
| 223                        | Miká Heming (GER)              | 95e                        |
| 224                        | Arthur Kluckers (LUX)          | 98e                        |
| 225                        | Sebastian Kolze Changizi (DEN) | 138e                       |
| 226                        | Aivaras Mikutis (LTU)          | 93e                        |
| 227                        | Maikel Zijlaard (NED)          | 152e                       |

| Unibet Tietema Rockets RKT | Unibet Tietema Rockets RKT | Unibet Tietema Rockets RKT |
| -------------------------- | -------------------------- | -------------------------- |
| Num                        | Coureur                    | Pos                        |
| 231                        | Joren Bloem (NED)          | 103e                       |
| 232                        | Davide Bomboi (BEL)        | 13e                        |
| 233                        | Jelle Johannink (NED)      | 69e                        |
| 234                        | Hartthijs de Vries (NED)   | 70e                        |
| 235                        | Tomáš Kopecký (CZE)        | 115e                       |
| 236                        | Lukáš Kubiš (SVK) (route)  | 109e                       |
| 237                        | Abram Stockman (BEL)       | 104e                       |

| Alpecin-Deceuninck ADC | Alpecin-Deceuninck ADC      | Alpecin-Deceuninck ADC |
| ---------------------- | --------------------------- | ---------------------- |
| Num                    | Coureur                     | Pos                    |
| 1                      | Jasper Philipsen (BEL)      | 47e                    |
| 2                      | Samuel Gaze (NZL)           | 107e                   |
| 3                      | Robbe Ghys (BEL)            | 132e                   |
| 4                      | Juri Hollmann (GER)         | 153e                   |
| 5                      | Timo Kielich (BEL)          | 128e                   |
| 6                      | Jonas Rickaert (BEL)        | 20e                    |
| 7                      | Fabio Van den Bossche (BEL) | 14e                    |

| Team Visma \| Lease a Bike TVL | Team Visma \| Lease a Bike TVL | Team Visma \| Lease a Bike TVL |
| ------------------------------ | ------------------------------ | ------------------------------ |
| Num                            | Coureur                        | Pos                            |
| 11                             | Olav Kooij (NED)               | 140e                           |
| 12                             | Niklas Behrens (GER)           | AB                             |
| 13                             | Victor Campenaerts (BEL)       | AB                             |
| 14                             | Daniel McLay (GBR)             | 123e                           |
| 15                             | Loe van Belle (NED)            | 33e                            |
| 16                             | Tosh Van der Sande (BEL)       | 118e                           |
| 17                             | Julien Vermote (BEL)           | 101e                           |

| Soudal Quick-Step SOQ | Soudal Quick-Step SOQ     | Soudal Quick-Step SOQ |
| --------------------- | ------------------------- | --------------------- |
| Num                   | Coureur                   | Pos                   |
| 21                    | Tim Merlier (BEL) (route) | AB                    |
| 22                    | Ayco Bastiaens (BEL)      | 122e                  |
| 23                    | Yves Lampaert (BEL)       | 119e                  |
| 24                    | Luke Lamperti (USA)       | 15e                   |
| 25                    | Bert Van Lerberghe (BEL)  | 74e                   |
| 26                    | Warre Vangheluwe (BEL)    | 117e                  |
| 27                    | Josef Černý (CZE)         | 110e                  |

| Lidl-Trek LTK | Lidl-Trek LTK             | Lidl-Trek LTK |
| ------------- | ------------------------- | ------------- |
| Num           | Coureur                   | Pos           |
| 31            | Jonathan Milan (ITA)      | 2e            |
| 32            | Simone Consonni (ITA)     | 18e           |
| 33            | Tim Declercq (BEL)        | 94e           |
| 34            | Alex Kirsch (LUX)         | AB            |
| 35            | Jacopo Mosca (ITA)        | 120e          |
| 36            | Tim Torn Teutenberg (GER) | 121e          |
| 37            | Edward Theuns (BEL)       | 125e          |

| Intermarché-Wanty IWA | Intermarché-Wanty IWA           | Intermarché-Wanty IWA |
| --------------------- | ------------------------------- | --------------------- |
| Num                   | Coureur                         | Pos                   |
| 41                    | Adrien Petit (FRA)              | 147e                  |
| 42                    | Huub Artz (NED)                 | AB                    |
| 43                    | Laurenz Rex (BEL)               | 8e                    |
| 44                    | Gerben Thijssen (BEL)           | 145e                  |
| 45                    | Taco van der Hoorn (NED)        | NP                    |
| 46                    | Gijs Van Hoecke (BEL)           | 34e                   |
| 47                    | Roel van Sintmaartensdijk (NED) | 36e                   |

| Red Bull-Bora-Hansgrohe RBH | Red Bull-Bora-Hansgrohe RBH | Red Bull-Bora-Hansgrohe RBH |
| --------------------------- | --------------------------- | --------------------------- |
| Num                         | Coureur                     | Pos                         |
| 51                          | Sam Welsford (AUS)          | 10e                         |
| 52                          | Filip Maciejuk (POL)        | 89e                         |
| 53                          | Gianni Moscon (ITA)         | 111e                        |
| 54                          | Ryan Mullen (IRL)           | 77e                         |
| 55                          | Mick van Dijke (NED)        | AB                          |
| 56                          | Oier Lazkano (ESP)          | 112e                        |
| 57                          | Danny van Poppel (NED)      | 17e                         |

| UAE Team Emirates XRG UAD | UAE Team Emirates XRG UAD  | UAE Team Emirates XRG UAD |
| ------------------------- | -------------------------- | ------------------------- |
| Num                       | Coureur                    | Pos                       |
| 61                        | Florian Vermeersch (BEL)   | 45e                       |
| 62                        | Vegard Stake Laengen (NOR) | 79e                       |
| 63                        | Mikkel Bjerg (DEN)         | 46e                       |
| 64                        | Filippo Baroncini (ITA)    | 32e                       |
| 65                        | Rune Herregodts (BEL)      | AB                        |
| 66                        | Sebastián Molano (COL)     | 1er                       |
| 67                        | António Morgado (POR)      | 84e                       |

| Movistar Team MOV | Movistar Team MOV         | Movistar Team MOV |
| ----------------- | ------------------------- | ----------------- |
| Num               | Coureur                   | Pos               |
| 71                | Mathias Norsgaard (DEN)   | 61e               |
| 72                | Orluis Aular (VEN)        | 23e               |
| 73                | Manlio Moro (ITA)         | 62e               |
| 74                | Gonzalo Serrano (ESP)     | 83e               |
| 75                | Davide Cimolai (ITA)      | 97e               |
| 76                | Iván García Cortina (ESP) | 82e               |
| 77                | Lorenzo Milesi (ITA)      | 53e               |

| EF Education-EasyPost EFE | EF Education-EasyPost EFE | EF Education-EasyPost EFE |
| ------------------------- | ------------------------- | ------------------------- |
| Num                       | Coureur                   | Pos                       |
| 81                        | Vincenzo Albanese (ITA)   | 105e                      |
| 82                        | Owain Doull (GBR)         | 31e                       |
| 83                        | Madis Mihkels (EST)       | 3e                        |
| 84                        | Jack Rootkin-Gray (GBR)   | 106e                      |
| 85                        | Harry Sweeny (AUS)        | 75e                       |
| 86                        | Yuhi Todome (JPN)         | AB                        |
| 87                        | Max Walker (GBR)          | 108e                      |

| Groupama-FDJ GFC | Groupama-FDJ GFC       | Groupama-FDJ GFC |
| ---------------- | ---------------------- | ---------------- |
| Num              | Coureur                | Pos              |
| 91               | Cyril Barthe (FRA)     | 65e              |
| 92               | Clément Davy (FRA)     | 142e             |
| 93               | Johan Jacobs (SUI)     | 26e              |
| 94               | Clément Russo (FRA)    | 19e              |
| 95               | Eddy Le Huitouze (FRA) | 130e             |
| 96               | Paul Penhoët (FRA)     | 141e             |
| 97               | Matthew Walls (GBR)    | 41e              |

| Bahrain Victorious TBV | Bahrain Victorious TBV    | Bahrain Victorious TBV |
| ---------------------- | ------------------------- | ---------------------- |
| Num                    | Coureur                   | Pos                    |
| 101                    | Phil Bauhaus (GER)        | 4e                     |
| 102                    | Alberto Bruttomesso (ITA) | 39e                    |
| 103                    | Žak Eržen (SLO)           | 50e                    |
| 104                    | Vlad Van Mechelen (BEL)   | 135e                   |
| 105                    | Daniel Skerl (ITA)        | 90e                    |
| 106                    | Roman Ermakov (RUS)       | 54e                    |
| 107                    | Nikias Arndt (GER)        | AB                     |

| Team Jayco AlUla JAY | Team Jayco AlUla JAY            | Team Jayco AlUla JAY |
| -------------------- | ------------------------------- | -------------------- |
| Num                  | Coureur                         | Pos                  |
| 111                  | Dylan Groenewegen (NED) (route) | 9e                   |
| 112                  | Robert Donaldson (GBR)          | 71e                  |
| 113                  | Kelland O'Brien (AUS)           | AB                   |
| 114                  | Elmar Reinders (NED)            | 72e                  |
| 115                  | Max Walscheid (GER)             | 78e                  |
| 116                  | Patrick Gamper (AUT)            | 85e                  |
| 117                  | Jelte Krijnsen (NED)            | 99e                  |

| Team Picnic-PostNL TPP | Team Picnic-PostNL TPP     | Team Picnic-PostNL TPP |
| ---------------------- | -------------------------- | ---------------------- |
| Num                    | Coureur                    | Pos                    |
| 121                    | Fabio Jakobsen (NED)       | AB                     |
| 122                    | Tobias Lund Andresen (DEN) | 21e                    |
| 123                    | Enzo Leijnse (NED)         | 113e                   |
| 124                    | Niklas Märkl (GER)         | 38e                    |
| 125                    | Julius van den Berg (NED)  | 92e                    |
| 126                    | Casper van Uden (NED)      | 37e                    |
| 127                    | Bram Welten (NED)          | 114e                   |

| Arkéa-B&B Hotels ARK | Arkéa-B&B Hotels ARK  | Arkéa-B&B Hotels ARK |
| -------------------- | --------------------- | -------------------- |
| Num                  | Coureur               | Pos                  |
| 131                  | Arnaud Démare (FRA)   | 146e                 |
| 132                  | Donavan Grondin (FRA) | AB                   |
| 133                  | Léandre Lozouet (FRA) | 68e                  |
| 134                  | Luca Mozzato (ITA)    | 11e                  |
| 135                  | Miles Scotson (AUS)   | 91e                  |
| 136                  | Giosuè Epis (ITA)     | 30e                  |
| 137                  | Pierre Thierry (FRA)  | 48e                  |

| Cofidis COF | Cofidis COF             | Cofidis COF |
| ----------- | ----------------------- | ----------- |
| Num         | Coureur                 | Pos         |
| 141         | Milan Fretin (BEL)      | 150e        |
| 142         | Piet Allegaert (BEL)    | 151e        |
| 143         | Clément Izquierdo (FRA) | 96e         |
| 144         | Oliver Knight (GBR)     | 137e        |
| 145         | Alexis Renard (FRA)     | 7e          |
| 146         | Ludovic Robeet (BEL)    | 80e         |
| 147         | Damien Touzé (FRA)      | 149e        |

| XDS Astana Team XAT | XDS Astana Team XAT     | XDS Astana Team XAT |
| ------------------- | ----------------------- | ------------------- |
| Num                 | Coureur                 | Pos                 |
| 151                 | Davide Ballerini (ITA)  | 25e                 |
| 152                 | Michele Gazzoli (ITA)   | 67e                 |
| 153                 | Yevgeniy Fedorov (KAZ)  | 16e                 |
| 154                 | Davide Toneatti (ITA)   | 57e                 |
| 155                 | Max Kanter (GER)        | 6e                  |
| 156                 | Matteo Malucelli (ITA)  | 133e                |
| 157                 | Alessandro Romele (ITA) | 66e                 |

| Israel-Premier Tech IPT | Israel-Premier Tech IPT   | Israel-Premier Tech IPT |
| ----------------------- | ------------------------- | ----------------------- |
| Num                     | Coureur                   | Pos                     |
| 161                     | Riley Pickrell (CAN)      | 12e                     |
| 162                     | Guillaume Boivin (CAN)    | 73e                     |
| 163                     | Pier-André Côté (CAN)     | 52e                     |
| 164                     | Hugo Hofstetter (FRA)     | 64e                     |
| 165                     | Nadav Raisberg (ISR)      | 51e                     |
| 166                     | Michael Schwarzmann (GER) | 63e                     |
| 167                     | Tom Van Asbroeck (BEL)    | 29e                     |

| Lotto LOT | Lotto LOT                    | Lotto LOT |
| --------- | ---------------------------- | --------- |
| Num       | Coureur                      | Pos       |
| 171       | Arnaud De Lie (BEL) (route)  | 126e      |
| 172       | Jasper De Buyst (BEL)        | 143e      |
| 173       | Joshua Giddings (GBR)        | 102e      |
| 174       | Lionel Taminiaux (BEL)       | 127e      |
| 175       | Steffen De Schuyteneer (BEL) | 28e       |
| 176       | Baptiste Veistroffer (FRA)   | 59e       |
| 177       | Elia Viviani (ITA)           | 42e       |

| Uno-X Mobility UXM | Uno-X Mobility UXM            | Uno-X Mobility UXM |
| ------------------ | ----------------------------- | ------------------ |
| Num                | Coureur                       | Pos                |
| 181                | Alexander Kristoff (NOR)      | 131e               |
| 182                | Erlend Blikra (NOR)           | 5e                 |
| 183                | Stian Fredheim (NOR)          | 116e               |
| 184                | Jonas Iversby Hvideberg (NOR) | 81e                |
| 185                | Erik Nordsæter Resell (NOR)   | 27e                |
| 186                | Søren Wærenskjold (NOR)       | 58e                |
| 187                | Rasmus Bøgh Wallin (DEN)      | 40e                |

| Team Flanders-Baloise TFB | Team Flanders-Baloise TFB | Team Flanders-Baloise TFB |
| ------------------------- | ------------------------- | ------------------------- |
| Num                       | Coureur                   | Pos                       |
| 191                       | Tom Crabbe (BEL)          | 56e                       |
| 192                       | Lindsay De Vylder (BEL)   | AB                        |
| 193                       | Victor Vercouillie (BEL)  | 100e                      |
| 194                       | Tuur Dens (BEL)           | 124e                      |
| 195                       | Vince Gerits (BEL)        | 55e                       |
| 196                       | Jules Hesters (BEL)       | 129e                      |
| 197                       | Noah Vandenbranden (BEL)  | AB                        |

| Team TotalEnergies TEN | Team TotalEnergies TEN  | Team TotalEnergies TEN |
| ---------------------- | ----------------------- | ---------------------- |
| Num                    | Coureur                 | Pos                    |
| 201                    | Lucas Boniface (FRA)    | 87e                    |
| 202                    | Rayan Boulahoite (FRA)  | 88e                    |
| 203                    | Florian Dauphin (FRA)   | 35e                    |
| 204                    | Émilien Jeannière (FRA) | 22e                    |
| 205                    | Lorrenzo Manzin (FRA)   | 24e                    |
| 206                    | Nicola Marcerou (FRA)   | 86e                    |
| 207                    | Geoffrey Soupe (FRA)    | 76e                    |

| Wagner Bazin WB WB2 | Wagner Bazin WB WB2                | Wagner Bazin WB WB2 |
| ------------------- | ---------------------------------- | ------------------- |
| Num                 | Coureur                            | Pos                 |
| 211                 | Pierre Barbier (FRA)               | 136e                |
| 212                 | Cériel Desal (BEL)                 | 49e                 |
| 213                 | Michiel Lambrecht (BEL)            | 60e                 |
| 214                 | Henri-François Renard-Haquin (FRA) | 43e                 |
| 215                 | Jens Reynders (BEL)                | 44e                 |
| 216                 | Kenneth Van Rooy (BEL)             | 148e                |
| 217                 | Sasha Weemaes (BEL)                | 144e                |

| Tudor Pro Cycling Team TUD | Tudor Pro Cycling Team TUD     | Tudor Pro Cycling Team TUD |
| -------------------------- | ------------------------------ | -------------------------- |
| Num                        | Coureur                        | Pos                        |
| 221                        | Alberto Dainese (ITA)          | 134e                       |
| 222                        | Robin Froidevaux (SUI)         | 139e                       |
| 223                        | Miká Heming (GER)              | 95e                        |
| 224                        | Arthur Kluckers (LUX)          | 98e                        |
| 225                        | Sebastian Kolze Changizi (DEN) | 138e                       |
| 226                        | Aivaras Mikutis (LTU)          | 93e                        |
| 227                        | Maikel Zijlaard (NED)          | 152e                       |

| Unibet Tietema Rockets RKT | Unibet Tietema Rockets RKT | Unibet Tietema Rockets RKT |
| -------------------------- | -------------------------- | -------------------------- |
| Num                        | Coureur                    | Pos                        |
| 231                        | Joren Bloem (NED)          | 103e                       |
| 232                        | Davide Bomboi (BEL)        | 13e                        |
| 233                        | Jelle Johannink (NED)      | 69e                        |
| 234                        | Hartthijs de Vries (NED)   | 70e                        |
| 235                        | Tomáš Kopecký (CZE)        | 115e                       |
| 236                        | Lukáš Kubiš (SVK) (route)  | 109e                       |
| 237                        | Abram Stockman (BEL)       | 104e                       |